# John Cassidy (patinador de velocitat sobre gel)
John Cassidy (Mont-real, 7 de juny de 1952) és un patinador de velocitat sobre gel quebequès. Va competir amb la selecció del Canadà a la prova dels 500 metres masculins dels Jocs Olímpics d'Hivern de 1972.